# 萬鉄五郎
萬 鉄五郎（よろず てつごろう、萬 鐵五郎、1885年11月17日 - 1927年5月1日）は、大正～昭和初期の洋画家。

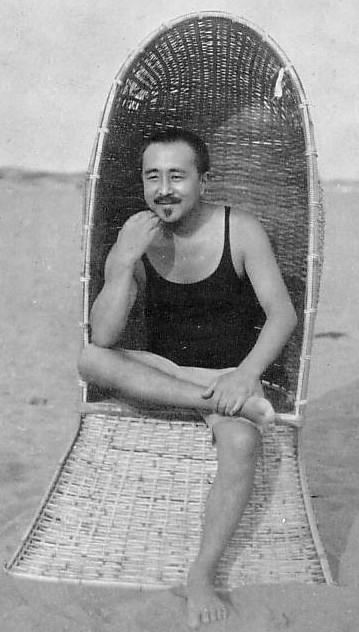
萬鉄五郎(1927年以前)

岩手県和賀郡東和町（現在の花巻市）出身。1907年、東京美術学校（現・東京藝術大学）に入学。1912年、岸田劉生や高村光太郎らの結成したフュウザン会に参加している。萬は、その頃日本に紹介されつつあったポスト印象派やフォーヴィスムの絵画にいち早く共鳴した。特にフィンセント・ファン・ゴッホやアンリ・マティスらの影響が顕著であった。黒田清輝らのアカデミックな画風が支配的であった日本洋画界に、当時の前衛絵画であったフォーヴィスムを導入した先駆者として萬の功績は大きい。晩年は日本画の制作や南画の研究も行った。

## 略歴

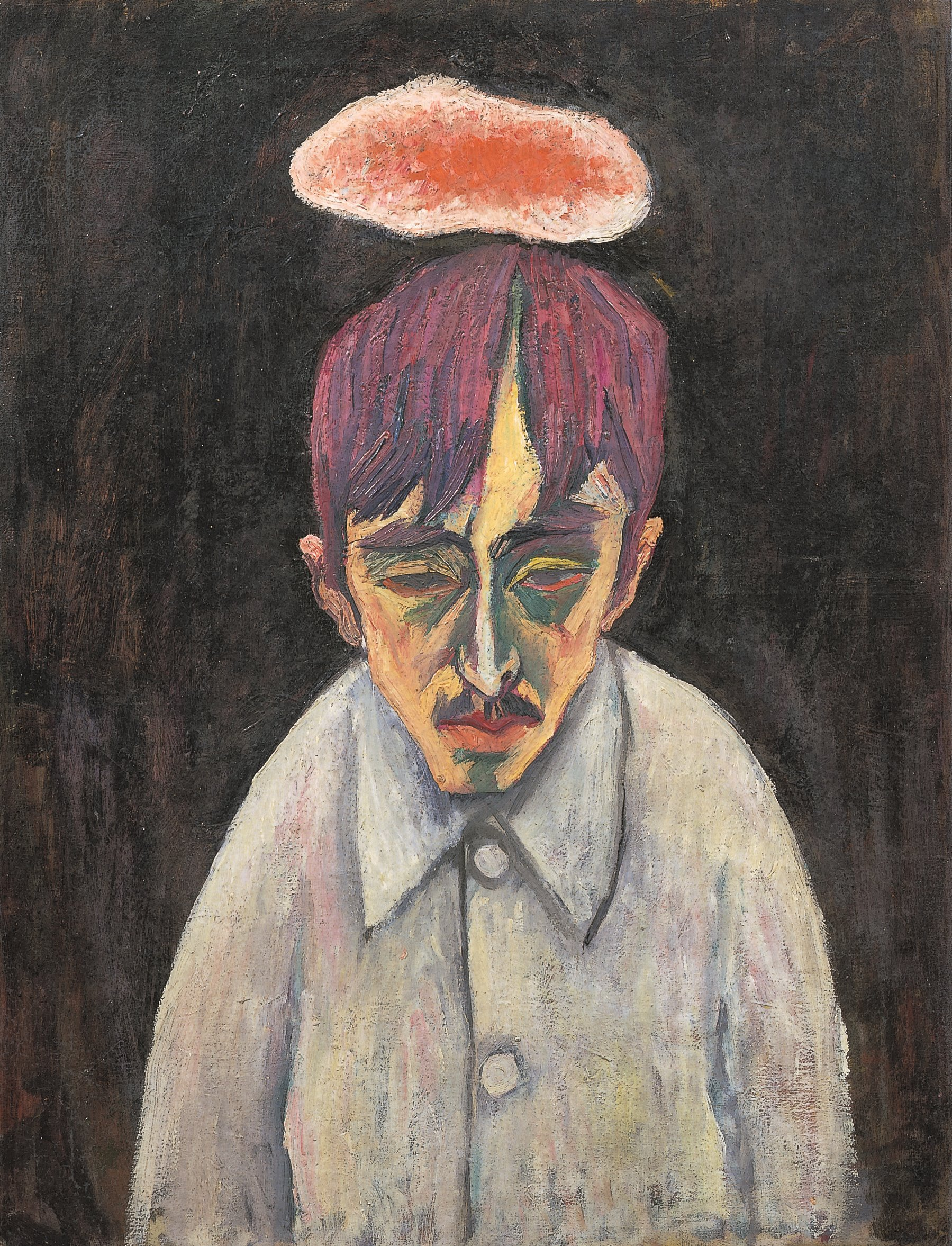
『雲のある自画像』（1912年、岩手県立美術館）

- 1885年11月17日　岩手県和賀郡東和町の商家（回送問屋「八丁」）に生まれる。
- 1901年 大下藤次郎『水彩画之栞』を読み、大下に作品を送り、批評を受ける。
- 1903年 上京し、早稲田中学で学びながら、白馬会第二研究所（菊坂研究所）で素描を学ぶ。
- 1906年 臨済宗円覚寺派の宗活禅師に従って、アメリカ西海岸にわたる。サンフランシスコの美術学校で本格的な修業をすることを目指すが、この年に起きたサンフランシスコ地震で生活が困難になり、数ヶ月で帰国する。
- 1907年 東京美術学校西洋画科に入学する。
- 1909年 よ志と結婚する。
- 1911年 日本画家の広島新太郎（のちの広島晃甫）らとアブサント会を結成する。
- 1912年 東京美術学校を卒業[3]。卒業制作として《裸体美人》を提出。
  - この頃の作品は後期印象派やフォーヴィスムの影響が強い。
- 1912年 フュウザン会第1回展に出品する。
- 1914年～1916年 土沢に帰郷、妻に電灯会社代理店を任せ、自らは制作に没頭する。フォーヴィスム的な色彩は影をひそめ、茶褐色を主とした作品を描く。
- 1917年 二科展にキュビスム的作品の《もたれて立つ人》を出品する。
- 1919年 病気療養のため、神奈川県茅ヶ崎市に転居する。鳥海青児、原精一らが薫陶を受ける。
- 1922年 春陽会の設立に参加する。
- 1922年 鉄人会を起こし南画の研究を進める。
- 1927年 結核のため、神奈川県にて死去する。墓所は品川区妙光寺。
- 1984年　花巻市に「萬鉄五郎記念美術館」開館する。

## 代表作品
- 《裸体美人》（1912年）東京国立近代美術館、重要文化財
- 《もたれて立つ人》東京国立近代美術館
- 《赤い目の自画像》（1912～1913年）岩手県立美術館
- 《雲のある自画像》（1912～1913年）岩手県立博物館
- 《落曙・荷車ひきのいる風景》（1914年）桜地人館
- 《目のない自画像》（1915年）岩手県立博物館
- 《猿ヶ石川当楽図》（1918年）桜地人館

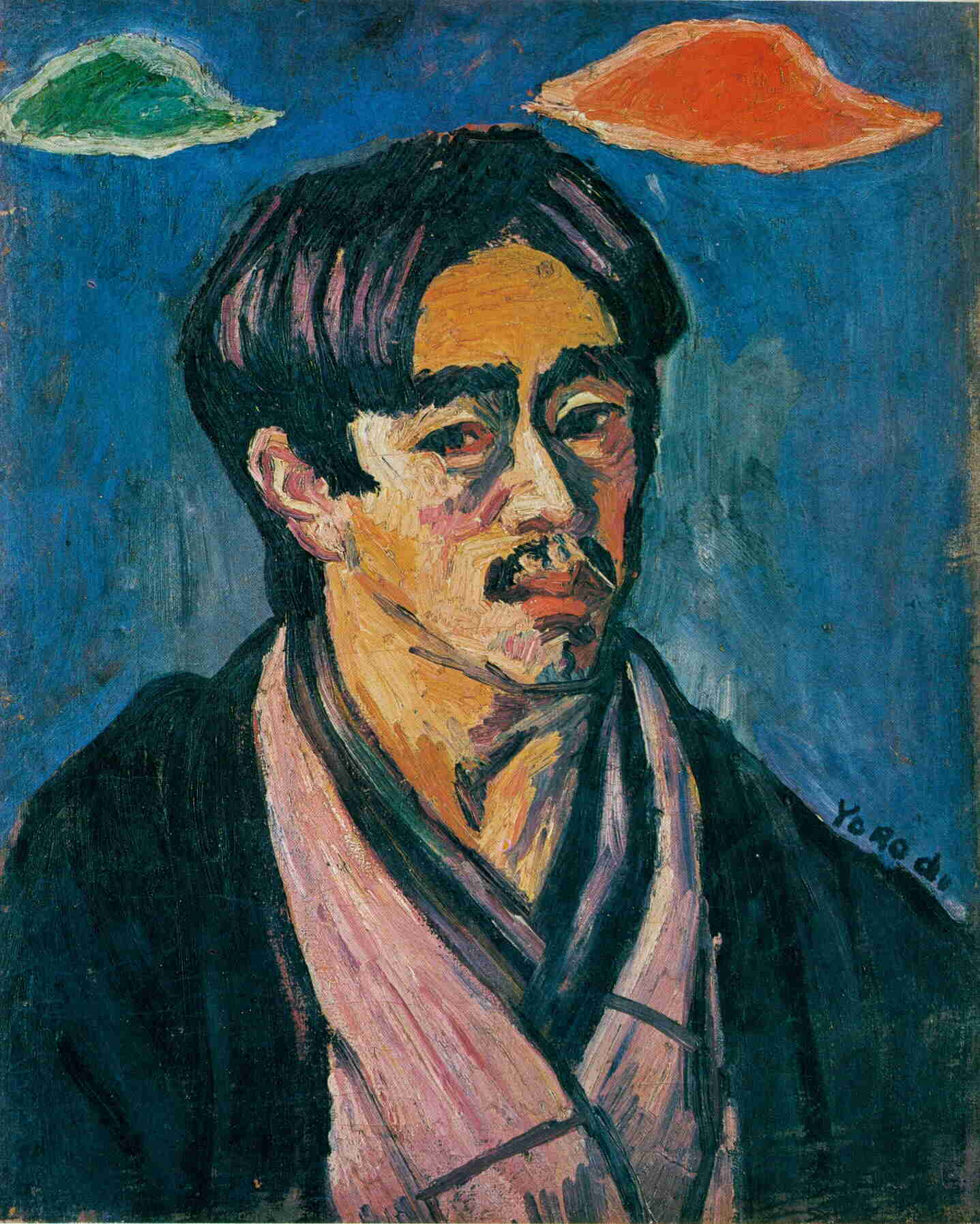
雲のある自画像(1912年)
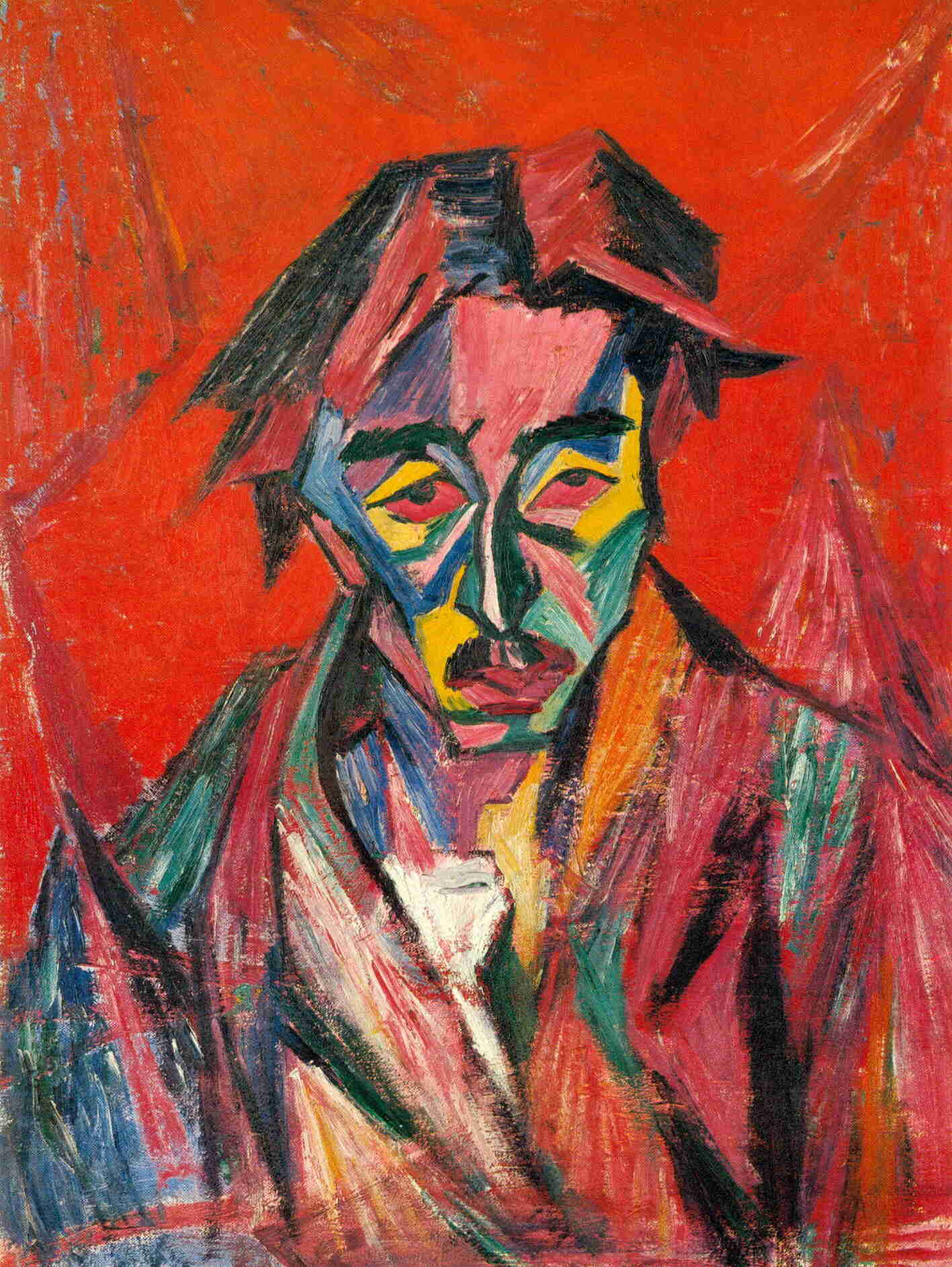
赤い目の自画像(1912年)
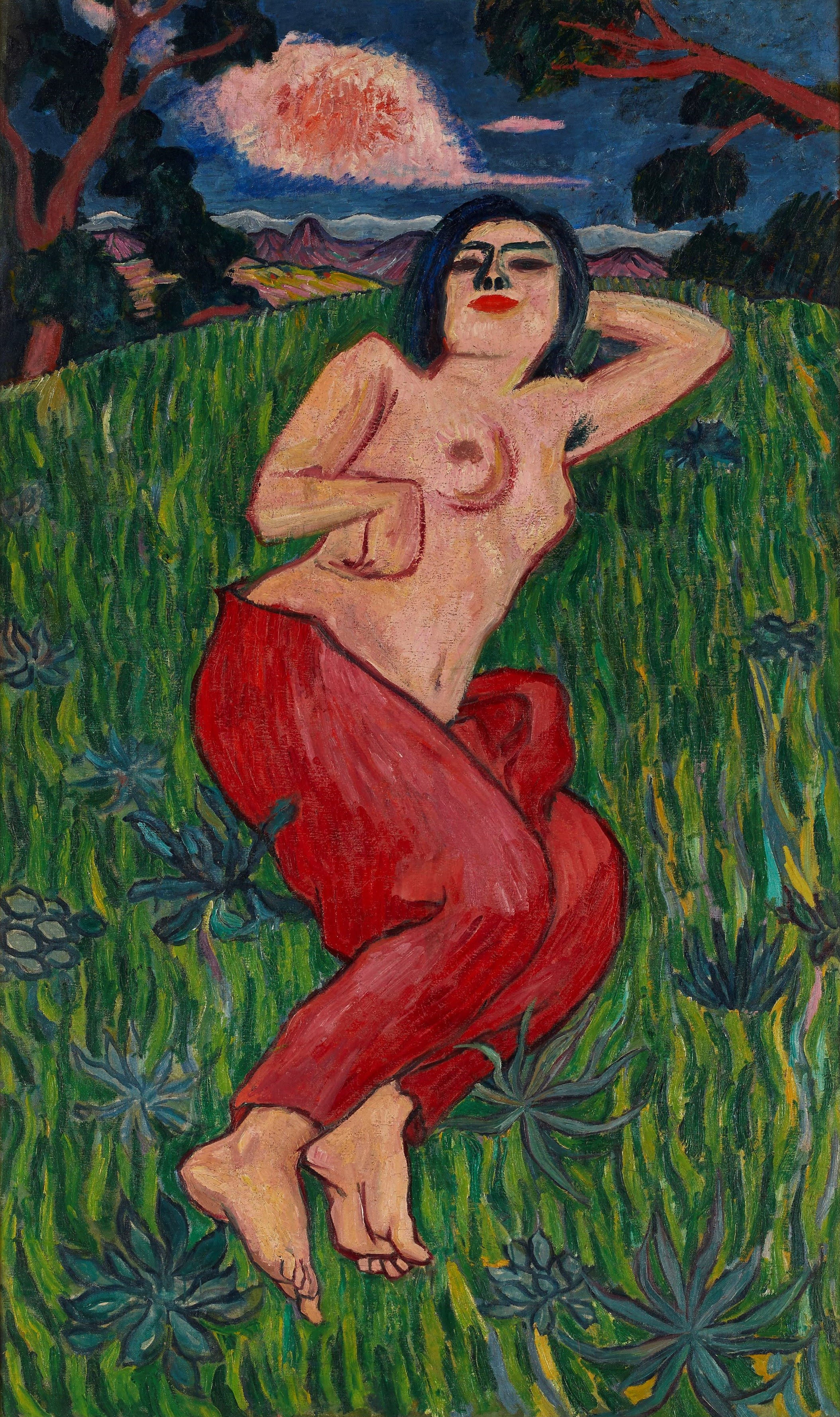
裸体美人（1912年）
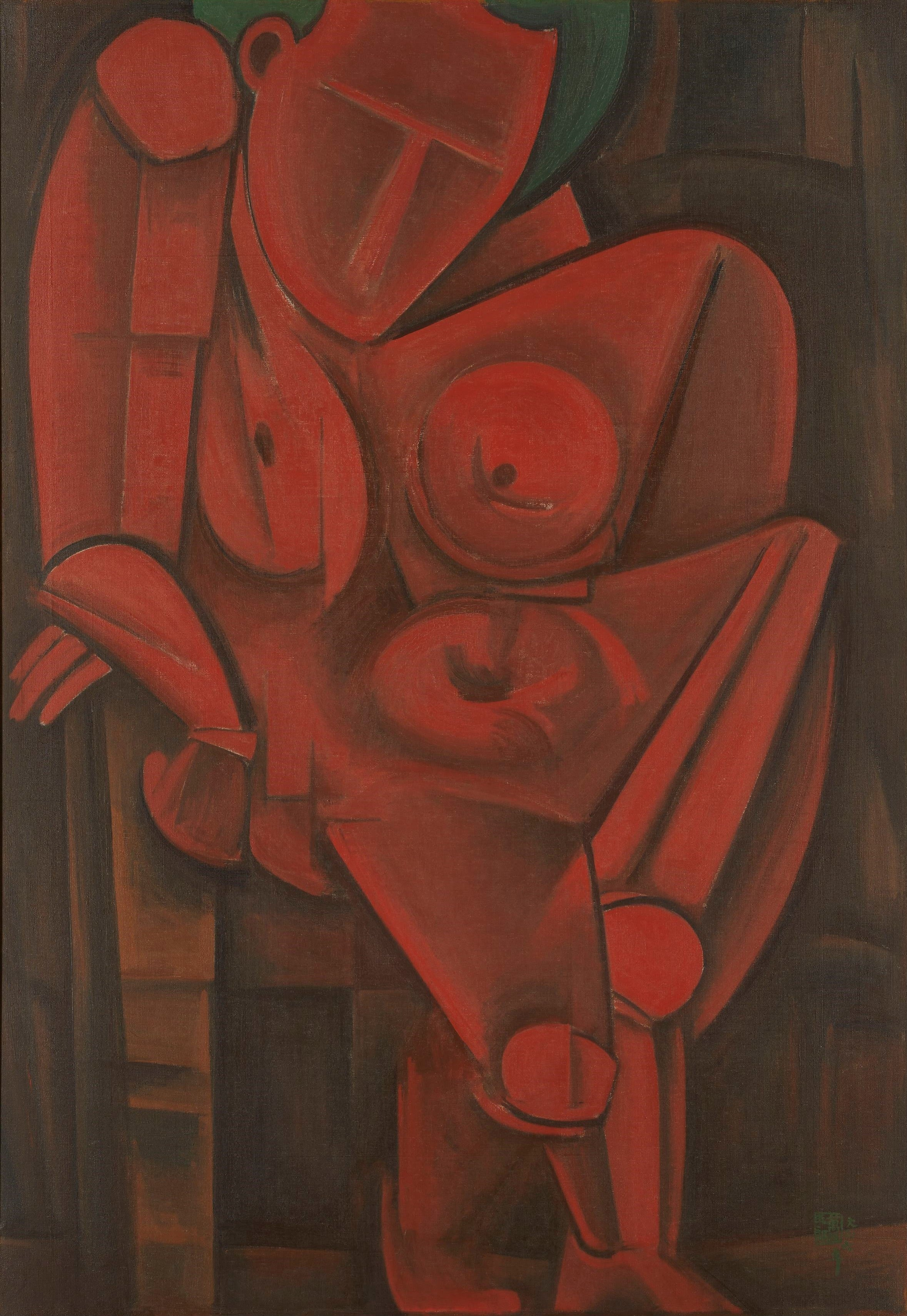
もたれて立つ人  (1917年)